# Franco maliano
O Franco maliano foi a moeda do Mali entre 1962 e 1984. Apesar de tecnicamente ser dividido em 100 centimes, nenhuma subdivisão foi emitida.

## História
Até 1962, Mali usava o franco CFA da África Ocidental. O franco maliano foi introduzido naquele ano à uma taxa de 1:1 com o franco CFA, mas depois seu valor relativo viria a cair. Em 1984, Mali readotou o franco CFA à uma taxa de 2 francos malianos = 1 franco CFA.

## Moedas
Em 1962, moedas de alumínio foram emitidas (datadas de 1961) em denominações de 5, 10 e 25 francos. Uma segunda emissão de bronze-alumínio foi emitida entre 1975 e 1977 em denominações de 10, 25, 50 e 100 francos.

## Cédulas
Cédulas datadas de 22 de setembro de 1960 foram emitidas pelo Banque de la République du Mali (Banco da República do Mali) em 1962 em denominações de 50, 100, 500, 1000 e 5000 francos. Uma segunda série com novos desenhos foi emitida em 1967 nas mesmas denominações da série anterior. Após a deposição de Modibo Keita, em 19 de novembro de 1968 o Banque Centrale du Mali (Banco Central do Mali) foi estabelecido, e passou a produzir as cédulas com a introdução de uma terceira série em 1971 nas denominações de 100, 500, 1000, 5000 e 10000 francos.